# Miura Hiroyuki (Historiker)

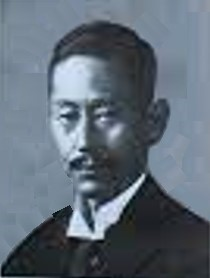
Miura Hiroyuki

Miura Hiroyuki (japanisch 三浦 周行, Vorname auch Kaneyuki gelesen; geboren 21. Juli 1871 in Takeya (Präfektur Shimane); gestorben 6. September 1931 in Kyōto) war ein japanischer Historiker.

## Leben und Wirken
Miura Hiroyuki begann 1890 ein Studium am Literatur-Colleg der Universität Tokio. Daneben befasste er sich mit der neokonfuzianischen Mito-Lehre an der von Kurita Hiroshi (栗田 寛, 1835–1899) geleiteten Privatschule „Fujin gakusha“ (輔仁学舎). 1895 wurde er Assistent bei der Herausgabe historischer Materialien, 1900 übernahm er die Leitung und gab das Werk „Gonin-gumi seido no kenkyū“ (五人組制度の研究) – „Forschung zur Gonin-gumi“ heraus.
1902 wurde Miura als Lehrbeauftragter an die „Hōka-Universität“ (法科大学) berufen, im folgenden Jahr an die „Bunka-Universität“ (文科大学). 1905 wurde er offizieller Herausgeber historischer Materialien und stellte den fünften Band von „Dai Nihon Shiryō“ (大日本史料) zusammen. 1907 begann er am Literatur-College der Universität Kyōto zu unterrichten und wurde 1909 Professor und Doktor der Literatur. Während Miura bei der Sammlung historischer Materialien in der Kansai-Region mitwirkte, bildete er viele Forscher und Pädagogen aus. 
Miuras in dieser Zeit veröffentlichten Aufsätze wurden in den folgenden Büchern zusammengestellt: „Hōsei-shi no kenkyū“ (法制史之研究) – „Forschung zur Geschichte von Rechtssystemen“, für das er 1920 mit dem 10. „Nihon Gakuin – Onshishō“ (日本学士院 恩賜賞) – 10. „Kaiserlichen Ehrenpreis der Akademie der Wissenschaften“ ausgezeichnet wurde, und „Nipponshi no kenkyū“ (日本史の研究) – „Forschung zur Geschichte Japans“, das in zwei Bänden von 1919 bis 1955 herausgegeben wurde.
Im Juli 1931 ging Miura in den Ruhestand, wobei ihn als „Meiyo Kyōju“ ehrte. Schon bald darauf erkrankte er und wurde ins Krankenhaus der Universität Kyōto eingeliefert. Er starb am 6. September an Magenkrebs.
Miuras Studiengebiet war zunächst institutionsgeschichtlicher Forschung. Er wechselte dann zur Sammlung empirischer Forschung zur Politik- und Sozialgeschichte, wobei es ihm die „Wirklichkeit“ als Basis wichtig war. „Kokushijō no shakaimondai“ (国史上の社会問題) aus dem Jahr 1920 war eine akademische Reaktion Miuras auf die Reisunruhen von 1918. Seine Arbeit zur mittelalterlichen Stadt Sakai aus dem Jahr 1931 „Sakai-shi shi“ (堺市史) setzte einen Standard für die Erfassung lokaler Geschichte.